# Opał Gniezno
Opał Gniezno – nieistniejący polski klub futsalowy z Gniezna. W sezonach 1995/1996 i 1996/1997 występował w I lidze. W pierwszym sezonie drużyna zajęła trzecie miejsce w ekstraklasie, a sezon później wywalczyła wicemistrzostwo Polski. Kontynuatorem tradycji klubu jest obecnie KS Gniezno.